# Tauletes d'Ebla
Les tauletes d'Ebla són una col·lecció de fins a 1800 tauletes d'argila senceres, 4700 fragments i milers de petits trossets, trobades en els arxius del palau de l'antiga ciutat d'Ebla, Síria, descobertes per l'arqueòleg italià Paolo Matthiae i el seu equip el 1974–1975 durant unes excavacions a la ciutat antiga de Tell Mardikh. Les tauletes, trobades in situ en prestatgeries esfondrades, conserven moltes de les etiquetes d'argila de l'època que ajudaven a referenciar-les; totes daten del període comprès entre ca. 2500 aC i la destrucció de la ciutat ca. 2250 aC. Es conserven en els museus sirians d'Alep, Damasc, i Idleb.

## Descobriment i context arqueològic
Les tauletes varen ser descobertes al lloc on havien caigut quan els prestatges de fusta on romanien es van cremar al final de la conflagració del Palau G. L'arxiu havia estat guardat de manera ordenada dins dues petites habitacions de la gran sala d'audiència (amb una tarima en un extrem); un repositori que contenia només registres burocràtics escrits en tauletes rodones. En una altra habitació, la més gran, es van dur a terme rituals i es guardaven textos literaris, incloent textos pedagògics: textos per a l'ensenyament pels mestres de joves escribes. Moltes de les tauletes no havien estat prèviament cuites, l'incendi que va destruir el palau les va conservar, a més que el seu mètode d'emmagatzematge va ajudar a la seva preservació gairebé tan bé com si hagués estat en un forn: havien estat emmagatzemades en posició vertical als prestatges, amb el canto de cara a l'exterior recte, inclinades pel darrere en angle de manera que l'íncipit de cada tauleta podia veure's a primer cop d'ull, i separades una de l'altra per fragments de fang cuit. Durant l'incendi les prestatgeries van col·lapsar, desplomant-se i preservant l'ordre de les tauletes.

## Idioma
Les tauletes estan escrites en dos idiomes: sumeri i un llenguatge desconegut en el moment, que feia servir l'escriptura cuneïforme sumèria (logogrames sumeris o "Sumerogrames") com una representació fonètica de l'idioma eblaïta parlat localment. Aquest idioma va ser, inicialment, identificat com un idioma protocananeu pel professor Giovanni Pettinato, el primer en desxifrar les tauletes, perquè el seu registre és anterior al registre de les llengües semítiques de Canaan, com el ugarític i l'hebreu. Pettinato es va retractar de la designació i va decidir anomenar-lo simplement eblaïta, nom pel qual es coneix avui dia.
L'ús purament fonètic dels logogrames sumeris marca un avanç transcendental en la història de la escriptura. A partir del sistema anterior desenvolupat pels escribes sumeris, que empra un ús mixt de logogrames i signes fonètics, els escribes d'Ebla van emprar fonamentalment un nombre reduït de signes dels sistemes existents, tant l'exemple més primerenc de la transcripció (representació de sons en un sistema inventat per un altre llenguatge) i un pas simplificador important cap a la "facilitat per al lector" que permetria una major difusió de l'alfabetització en els contextos del palau, el temple i els comerciants.

## Contingut i significat
Les tauletes ofereixen una gran riquesa d'informació sobre Síria i Canaan en l'edat del bronze, i són les primeres referències conegudes vers els "cananeus", "ugarit", i "Líban". El contingut de les tauletes revelen que Ebla era un important centre de comerç. Es van enfocar en els registres econòmics, els inventaris que registren les relacions comercials i polítiques d'Ebla amb altres ciutats llevantines i els registres de les activitats d'importació i exportació de la ciutat. Per exemple, revelen que Ebla produïa una àmplia gamma de cerveses, incloent una que apareix amb el nom "Ebla", per a la ciutat. Ebla va ser també la responsable del desenvolupament d'un sofisticat sistema de xarxa comercial entre ciutats estat al nord de Síria. Aquest sistema va agrupar a la regió en una comunitat comercial, la qual cosa s'evidencia clarament en els textos.
Hi ha llistes dels reis de la ciutat d'Ebla, reials ordenances, edictes, acords, indicadors de noms de llocs de publicació, inclosa una versió d'una llista de noms estandarditzada que també s'ha trobat a Abu Salabikh (possiblement antiga Eresh) on va ser datat ca. 2600 aC. Els textos literaris inclouen himnes i rituals, epopeies, proverbis.
Moltes tauletes inclouen inscripcions sumèries i eblaïtes amb versions de tres paraules bàsiques bilingües que contrasten paraules en els dos idiomes. Aquesta estructura ha permès als estudiosos moderns aclarir la seva comprensió de la llengua sumèria, ja que en el moment quan es van registrar era una llengua viva i perquè, fins al descobriment de les tauletes, no havien diccionaris bilingües del sumeri i altres idiomes arcaics, deixant la pronunciació i altres aspectes fonètics de la llengua sense aclarir. Les úniques tabletes d'Ebla que van ser escrites exclusivament en sumeri són llistes lexicals, probablement per al seu ús en la formació dels escribes. Els arxius contenen milers de quaderns, a punt per a l'aprenentatge rellevant de l'argot comercial, el que demostra que Ebla era un important centre educatiu especialitzat en la formació d'escribes. Classificats amb els diccionaris, també havia sil·labaris de paraules sumèries amb la seva pronunciació en eblaïta.

### Arqueologia bíblica
L'aplicació dels textos d'Ebla a determinats llocs o persones de la Bíblia va comportar controvèrsia en el moment del seu descobriment, centrada en si les tauletes feien referències a Abraham, David i Sodoma i Gomorra, entre d'altres. Les afirmacions sensacionalistes varen ser fetes per Giovanni Pettinato i van anar acompanyades amb retards en la publicació dels textos complets, fets que van comportar en una crisi acadèmica sense precedents. El context polític del moment, amb el conflicte àrab-israelià en curs també va incendiar el debat, convertint-lo en un debat sobre la "prova" de les reivindicacions sionistes a Palestina. No obstant, gran part de l'emoció inicial dels mitjans de comunicació sobre suposades connexions d'Ebla amb la Bíblia, basada en conjectures preliminars i especulacions de Pettinato i altres, ara és titllada com generada per "afirmacions excepcionals i infundades" i "grans quantitats de desinformació que es van filtrar al públic". El consens és que el paper d'Ebla en l'arqueologia bíblica, estrictament parlant, és mínim.